# Пластометрія
Пластометрія (рос. пластометрия, англ. plastometry, нім. Plastometrie f) — метод оцінки вугілля (шихт) як сировини для коксування. Осн. показники пластометрії характеризують властивості вугілля в пластичному стані. 
Визначаються товщиною пластичного шару (у), пластометричною усадкою (х) та виглядом коксового королька.

## Визначення пластометричних показників за методом Л. М. Сапожникова
Див. також Визначення пластометричних показників за методом Л. М. Сапожникова
Метод визначення пластометричних показників широко застосовується в нашій країні. Його використовують для класифікації і оцінки якості вугілля, яке направляється на коксування. Методика визначення пластометричних показників встановлена ГОСТ 1186–87.

## Визначення показників текучості в пластометрі Гізелера
Ущільнене вугілля нагрівають в металевому тиглі циліндрової форми з мішалкою. Мішалка є металевим стрижнем з чотирма лопатями, розташованими перпендикулярно до стрижня. 
Піч перед дослідом нагрівається до 300 °С, потім нагрівання здійснюється із швидкістю 3 °С/хв. до 550 °С. Мішалка приводиться в рух мотором з постійним зусиллям. При випробуванні реєструють частоту обертання мішалки і температуру.
В результаті випробування визначають максимальну текучість (максимальну швидкість руху мішалки в діленнях лічильника за хвилину), а також температуру розм'якшення вугілля, температури максимальної текучості і твер-діння.